# Gilles Bertin
Pour les articles homonymes, voir Bertin.
Gilles Bertin né le 25 mars 1961 à Paris et mort le 7 novembre 2019 à Barcelone, est un musicien et chanteur français, membre fondateur du groupe punk bordelais Camera Silens entre 1981 et 1986.
Après avoir participé à un braquage en 1988, il est condamné par contumace à dix ans de prison ferme, vit dans la clandestinité au Portugal et en Espagne entre 1988 et 2016, puis revient en France pour se rendre à la justice qui le condamne à cinq ans de prison avec sursis.

## Biographie

### Les années punk

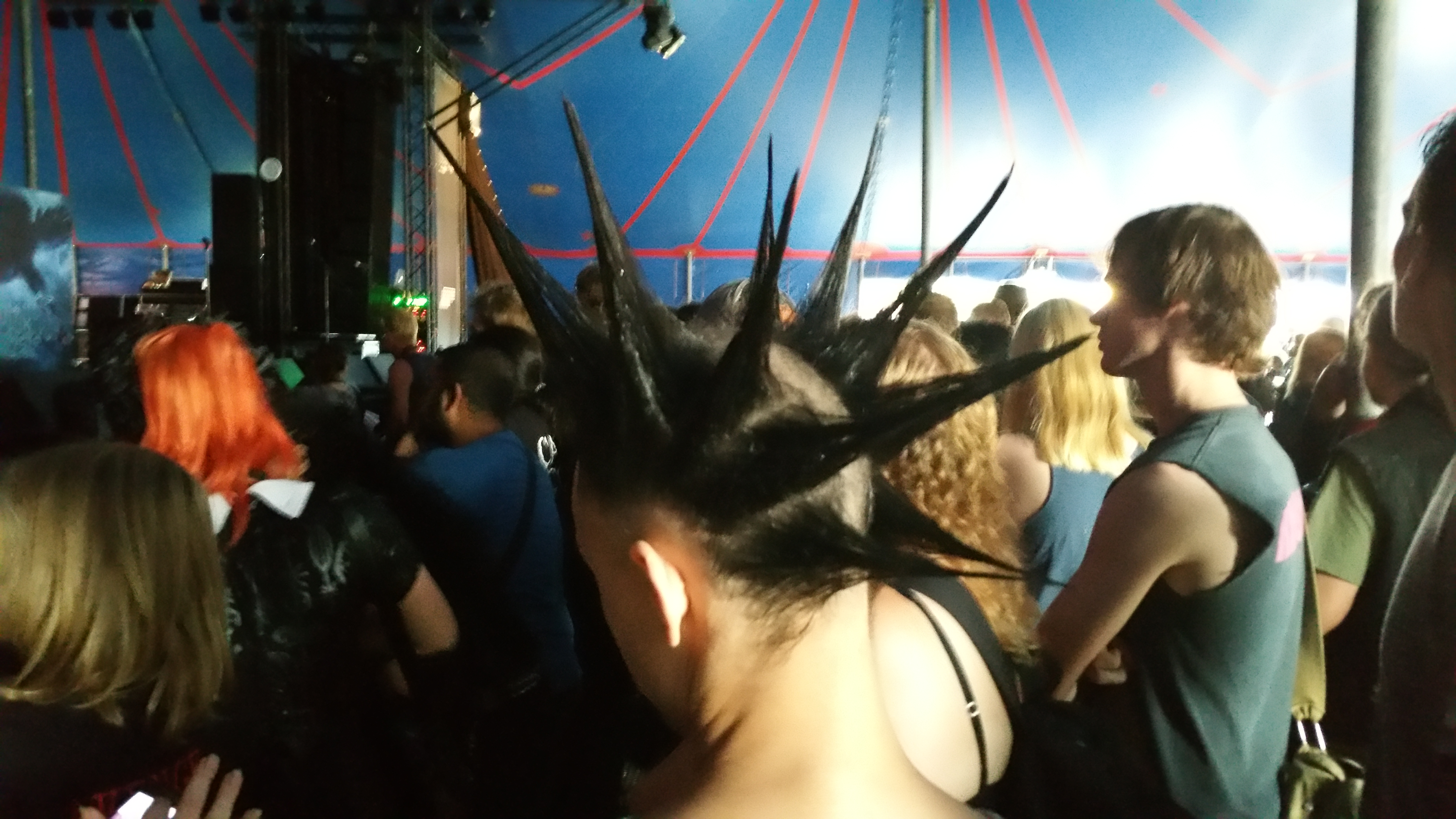
Concert punk

Né à Paris le 25 mars 1961, Gilles Bertin est encore adolescent lorsque ses parents fonctionnaires déménagent dans la région bordelaise. Après avoir décroché un CAP de tourneur fraiseur, il quitte le domicile familial le jour de sa majorité pour s’installer dans un squat à Bordeaux,. Il s'investit alors dans le mouvement punk, au début des années 1980. Il fonde un groupe de punk rock, Camera Silens,,Il est bassiste et chanteur du groupe, qui bénéficie d'un succès important dans la scène punk, oï et rock alternatif,,. Sa personnalité marque les membres de Bérurier Noir, qui s'en inspirent dans les textes de Concerto pour détraqués,. Il devient parallèlement toxicomane puis séropositif,,. Petit à petit, parallèlement à la carrière artistique du groupe, Gilles Bertin tombe dans la délinquance et les braquages. Le groupe continue sans lui à partir de 1986. Son fils aîné, Loris naît en 1986.

### Le braquage

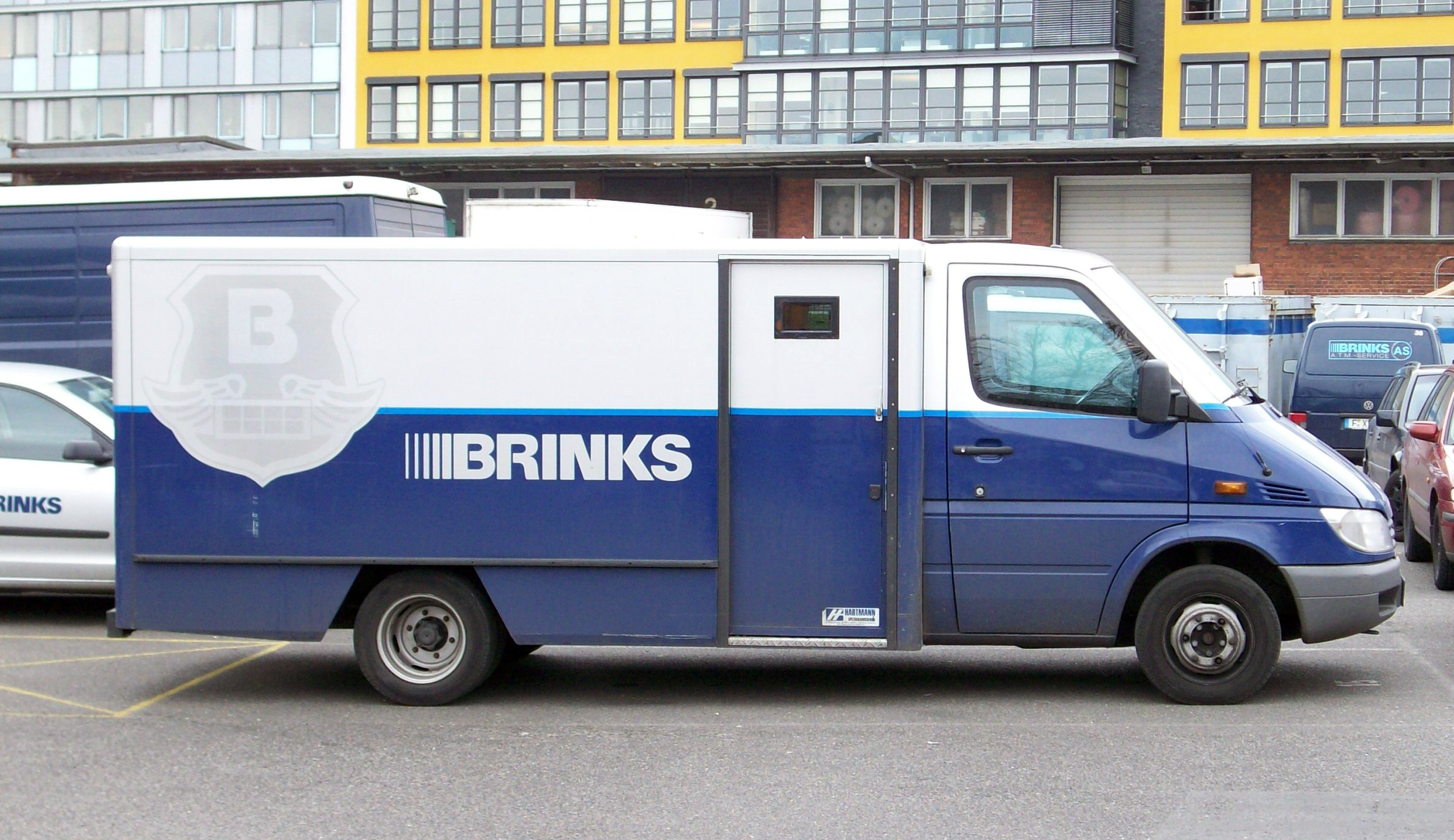
Camion de la Brinks

Le 27 avril 1988, Gilles Bertin participe au cambriolage du dépôt toulousain de la Brink’s. Il est accompagné d’une dizaine de braqueurs, qui pour la plupart, ont déjà commis plusieurs attaques de banque, dont à Limoges le 26 octobre 1987 l'enlèvement d'un vigile de la société de transport de fonds SPS. Cette expérience leur permet de s'introduire dans les locaux de l'entreprise pour dévaliser les coffres. Ils abandonneront leur otage ficelé dans une grange puis alerteront par un appel ironique la presse locale sur sa position. Le mode opératoire sophistiqué dans sa préparation (enlèvement, interrogatoire contradictoire, faux uniformes, etc.) ne correspond en rien à l'action d'un banditisme traditionnel. Le braquage a tout de même nécessité deux ans de préparation. 11 751 316 francs (soit 3,1 million d’euros 2020) ont été dérobés ce jour-là, sans que fût tiré le moindre coup de feu avec toutefois l'enlèvement et la séquestration dans un local loué et aménagé à cet effet des couples de deux des dispatcheurs de la société Brink's. Ceux-ci subissant un interrogatoire musclé tant physiquement que psychologiquement afin de dévoiler la procédure d'introduction dans l'entreprise. La majeure partie du butin n’a jamais été retrouvée.

### La cavale
Dès l'arrivée de la police, un témoin évoquant les « yeux d'un bleu remarquable » de l'un des auteurs a conduit à son identification immédiate et par la suite celle de l'ensemble de l'équipe qui se révélait être un amalgame d'artistes, militants d'extrême gauche, anciens membres de l'ETA. La police lance l’« opération sangria », et tous les participants sont rapidement appréhendés dans les deux ans suivant le braquage, sauf Gilles Bertin qui échappe aux policiers espagnols et français à l'aéroport de Barcelone en utilisant la technique de la « contre filature ». Pourtant, il est celui qui a été formellement identifié malgré les soins pris pour nettoyer le studio toulousain dans lequel il avait séjourné en oubliant que sur des documents papiers les empreintes papillaires peuvent être relevées. Visé par un mandat d’arrêt international, il part en Espagne, vers la Costa Brava puis au Portugal où il ouvre avec sa compagne un magasin de disques dédié au rock alternatif et indépendant. En 1992, il est déclaré mort par le tribunal.

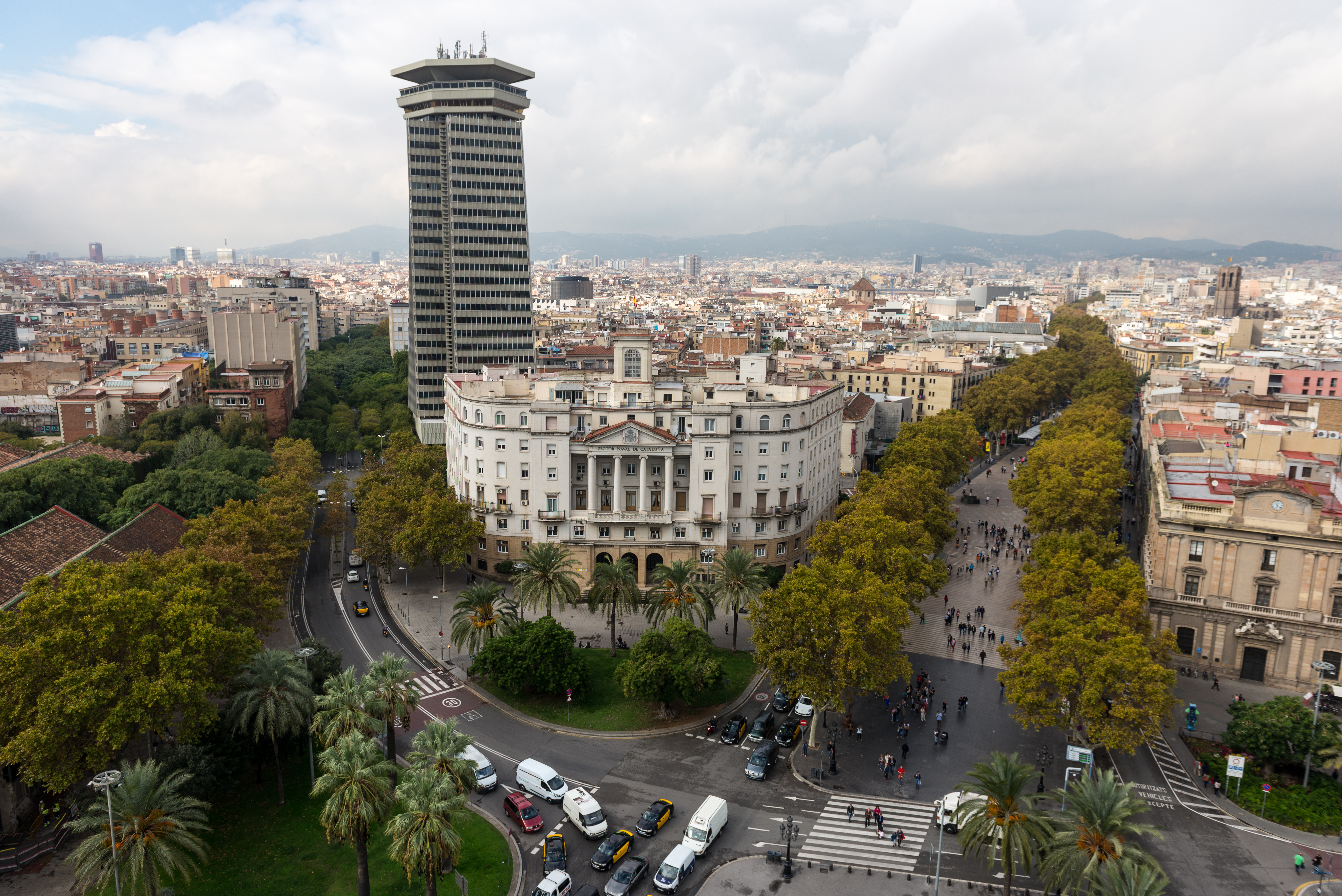
Vue de Barcelone

En 1995, il tombe malade, atteint du sida. Il survit grâce à la trithérapie. Il revient à Barcelone au début des années 2000, où il reprend le bar de ses beaux-parents. Pendant 28 ans, il a ainsi plusieurs identités, la plus fréquemment utilisée étant Didier Ballet,.
Parallèlement, l’instruction de l’affaire s'enlise et dure seize ans. Elle est renvoyée devant la cour d'assises de la Haute-Garonne, en décembre 2004. Il est à cette occasion condamné par contumace à dix ans ferme.

### Reddition, procès et fin de la clandestinité

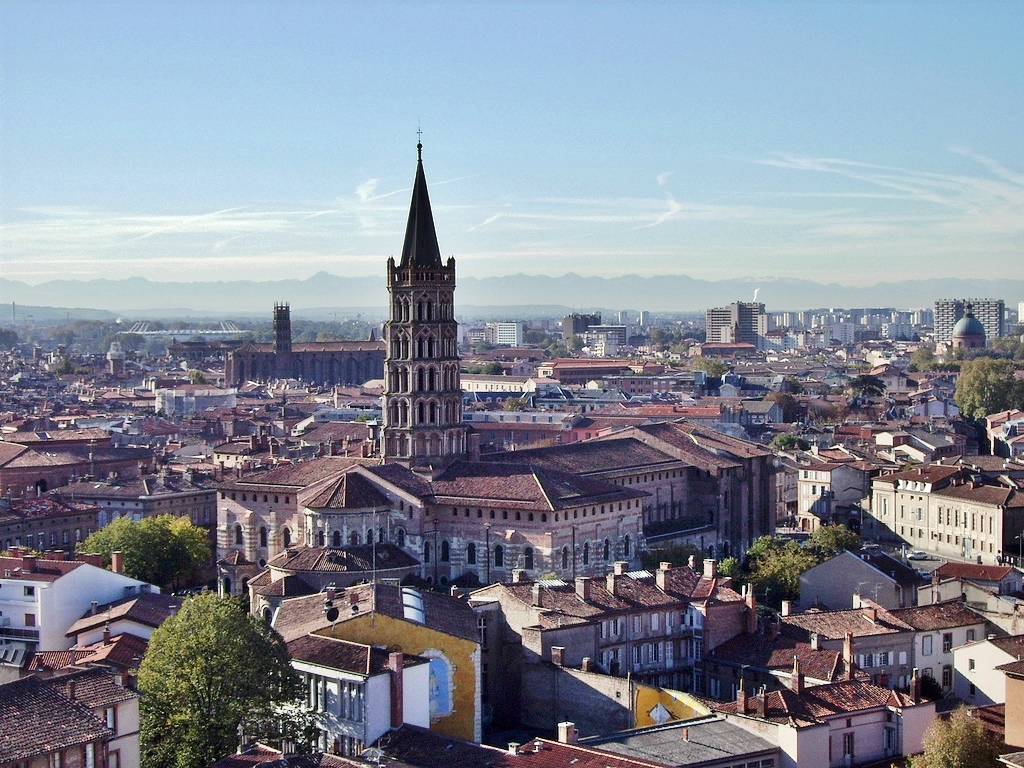
Vue de Toulouse

Après la naissance en 2011 de son deuxième fils, Tiago, avec sa compagne Cécilia, Gilles Bertin décide de sortir de la clandestinité et se rendre à la justice. Il passe la frontière et se rend à Toulouse pour se livrer le 16 novembre 2016,. Le procès de Gilles Bertin s'ouvre le 6 juin 2018 à la cour d'assises de la Haute-Garonne. Il risque une peine de 20 ans de réclusion. Mais il est finalement condamné à cinq ans de prison avec sursis,,,,, l’avocat général reconnaissant « le bon comportement de l’accusé » et sa démarche de se rendre volontairement à la justice, huit ans avant la prescription de sa condamnation.
En février 2019, Gilles Bertin publie aux Éditions Robert Laffont une autobiographie, intitulée Trente ans de cavale, ma vie de punk,. Le 15 avril 2019, une émission de la série Affaires Sensibles sur France Inter, dont Gilles Bertin est l'invité, a pour thème ce braquage.
Après de longues procédures pour obtenir de nouveau sa carte d'identité française, il l'obtient le 2 août 2019.

### Décès et notoriété posthume
Le 7 novembre 2019, il meurt à Barcelone (Espagne) des suites du sida après avoir passé plusieurs semaines dans le coma,,. En 2025, le dessinateur Stéphane Oiry publie une bande dessinée retraçant la vie de Gille Bertin,,,.

## Publication
- Trente ans de cavale : Ma vie de punk, Paris, Robert Laffont, 2019, 270 p. (ISBN 978-2-221-20359-0)

## Documentaires

### Radio
- Gilles Bertin, une vie en sursis, un documentaire en 2 épisodes, dans Une histoire particulière sur France Culture, les 5 et 6 janvier 2019[39],[40].
- Gilles Bertin, le braqueur punk, dans une émission de la série Affaires Sensibles sur France Inter, le 15 avril 2019, avec Gilles Bertin en invité[41].

### Vidéo
- En 2020, la documentariste Eugénie Grandval réalise le montage d'un portrait de Gilles Bertin filmé au cours des dernières années de sa vie, intitulé PUNK ! Il était une fois Gilles Bertin[42],[43].

- « [VIDEO] Ancien punk et braqueur repenti, Gilles Bertin raconte sa vie clandestine », sur midilibre.fr (consulté le 1er février 2020)
- Cathy Lafon, « En vidéos : Gilles Bertin, enfant du punk bordelais et ex-braqueur de la Brink’s », SudOuest.fr,‎ 6 juin 2018 (lire en ligne, consulté le 8 juin 2018)
- « Camera Silens : A la rencontre de Gilles Bertin », sur infos-toulouse.fr, 6 juin 2018

#### Articles
- soc-dem36-B, « Décès de Gilles Bertin, chanteur de Camera Silens et braqueur », sur agauche.org, 8 novembre 2019 (consulté le 1er février 2020)
- « Gilles Bertin a rejoint le paradis des punks », sur URBANIA (consulté le 8 février 2020)

### Vidéo
- « [VIDEO] Ancien punk et braqueur repenti, Gilles Bertin raconte sa vie clandestine », sur midilibre.fr (consulté le 1er février 2020)
- Cathy Lafon, « En vidéos : Gilles Bertin, enfant du punk bordelais et ex-braqueur de la Brink’s », SudOuest.fr,‎ 6 juin 2018 (lire en ligne, consulté le 8 juin 2018)
- « Camera Silens : A la rencontre de Gilles Bertin », sur infos-toulouse.fr, 6 juin 2018